# Chlorogomphus brittoi
Chlorogomphus brittoi là loài chuồn chuồn trong họ Chlorogomphidae. Loài này được Navás mô tả khoa học đầu tiên năm 1934.